# District Omsoektsjanski
Het district Omsoektsjanski (Russisch: Омсукчанский район; Omsoektsjanski rajon) is een gemeentelijk district in het oosten van de Russische oblast Magadan. Het bestuurlijk centrum is de plaats Omsoektsjan, dat op ongeveer 576 kilometer van Magadan ligt. De bevolking daalde in de jaren na de val van de Sovjet-Unie met 68%; van 19.419 personen in 1989 naar 6.209 personen in 2002.

## Geografie
Het district grenst in het zuiden aan het district Olski, in het westen aan het district Chasynski, in het noordwesten aan het district Srednekanski, in het oosten aan het district Severo-Evenski en in het zuidoosten aan de Gizjigabaai. Er wordt vooral mijnbouw bedreven (zilver).

## Geschiedenis
Voor de komst van de Russen trokken Evenen rond in het gebied, maar vestigden zich liever in andere gebieden. De Eveense naam Omsoektsjan betekent "klein moeras". Toen er tin en grote voorraden cassiteriet werden gevonden in 1936, werd het gebied in rap tempo ontwikkeld. Aan het begin van de jaren 40 ontstonden de nederzettingen Omsoektsjan, Indoestrialny (op 5 kilometer van Omsoektsjan) en Galimy en werd een landingstrook aangelegd bij Omsoektsjan en een weg van de kust (Pestraja Dresba) naar Omsoektsjan. In die tijd werd ook een sovchoz voor de rendierhouderijsector opgezet voor de collectivisatie van de Evenen.
Op 16 juli 1954 werd het rurale district Omsoektsjanski opgericht, waarvan Omsoektsjan, dat toen 11.820 inwoners had, het bestuurlijk centrum werd. Na een dip in de mijnbouw, waarbij zelfs gespeculeerd werd over opheffing van het nieuwe district, werden nieuwe ertslagen ontdekt en kreeg de mijnbouw een nieuwe inpuls. Op 12 januari 1965 werd het rurale district omgezet naar een gewoon district.

## Economie
Nog steeds is de mijnbouw sterk vertegenwoordigd met drie bedrijven, een concentratiefabriek en een steenkoolmijn. Ook de sovchoz is nog steeds in gebruik en telt ongeveer 15.000 dieren. Daarnaast zijn nog een aantal andere bedrijven actief in het gebied.

## Plaatsen
Bestuurlijk centrum:Magadan

Soesoeman

Districten: Chasynski · Jagodninski · Olski · Omsoektsjanski · Severo-Evenski · Soesoemanski · Srednekanski · Tenkinski